# Хосе Андрес Гонсалес
Хосе Андрес Гонсалес (ісп. Andrés José González, 25 березня 1989) — аргентинський плавець.
Учасник Олімпійських Ігор 2008 року.
Призер Південнамериканських ігор 2010 року.